# Pseudotharybis polaris
Pseudotharybis polaris är en kräftdjursart som först beskrevs av Markhaseva och Schulz 2008.  Pseudotharybis polaris ingår i släktet Pseudotharybis och familjen Aetideidae. Inga underarter finns listade i Catalogue of Life.